# Amomum sabuanum
Amomum sabuanum là một loài thực vật có hoa trong họ Gừng. Loài này được Thomas V. P.,  V. A. Muhammed Nissar và U. Gupta mô tả khoa học đầu tiên năm 2014.

## Phân bố
Loài này có ở Sikkim, Ấn Độ.